# Rauhocereus riosaniensis
Rauhocereus riosaniensis är en kaktusväxtart som beskrevs av Curt Backeberg. Rauhocereus riosaniensis ingår i släktet Rauhocereus och familjen kaktusväxter.

## Underarter
Arten delas in i följande underarter:
- R. r. jaenensis
- R. r. riosaniensis

## Bildgalleri

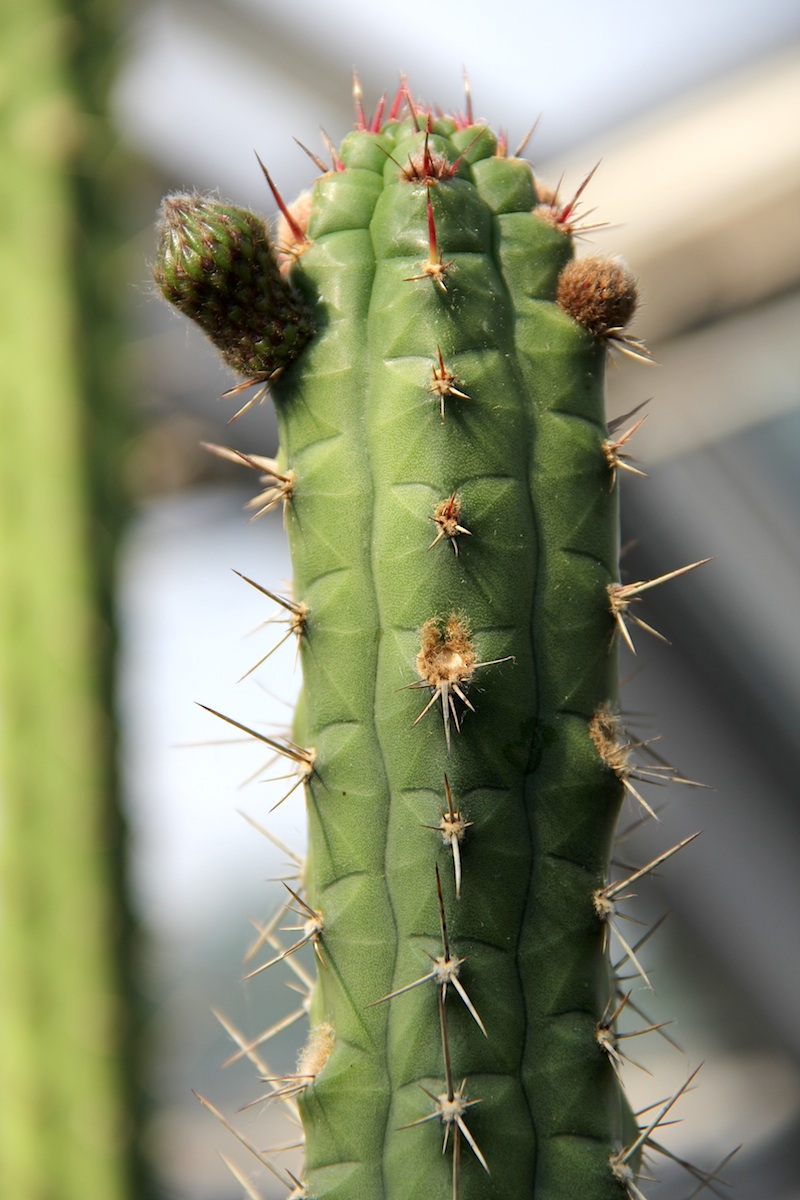
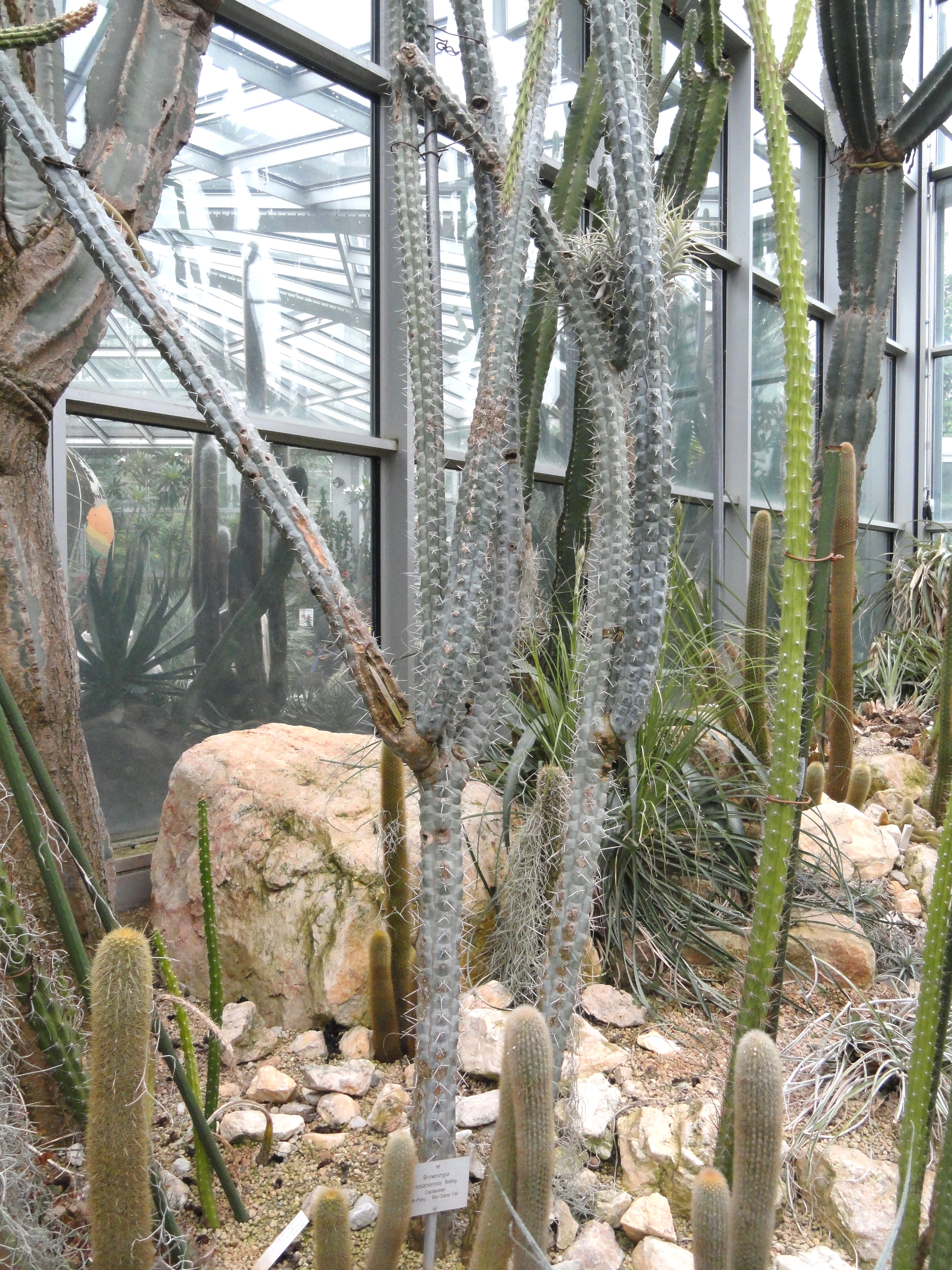
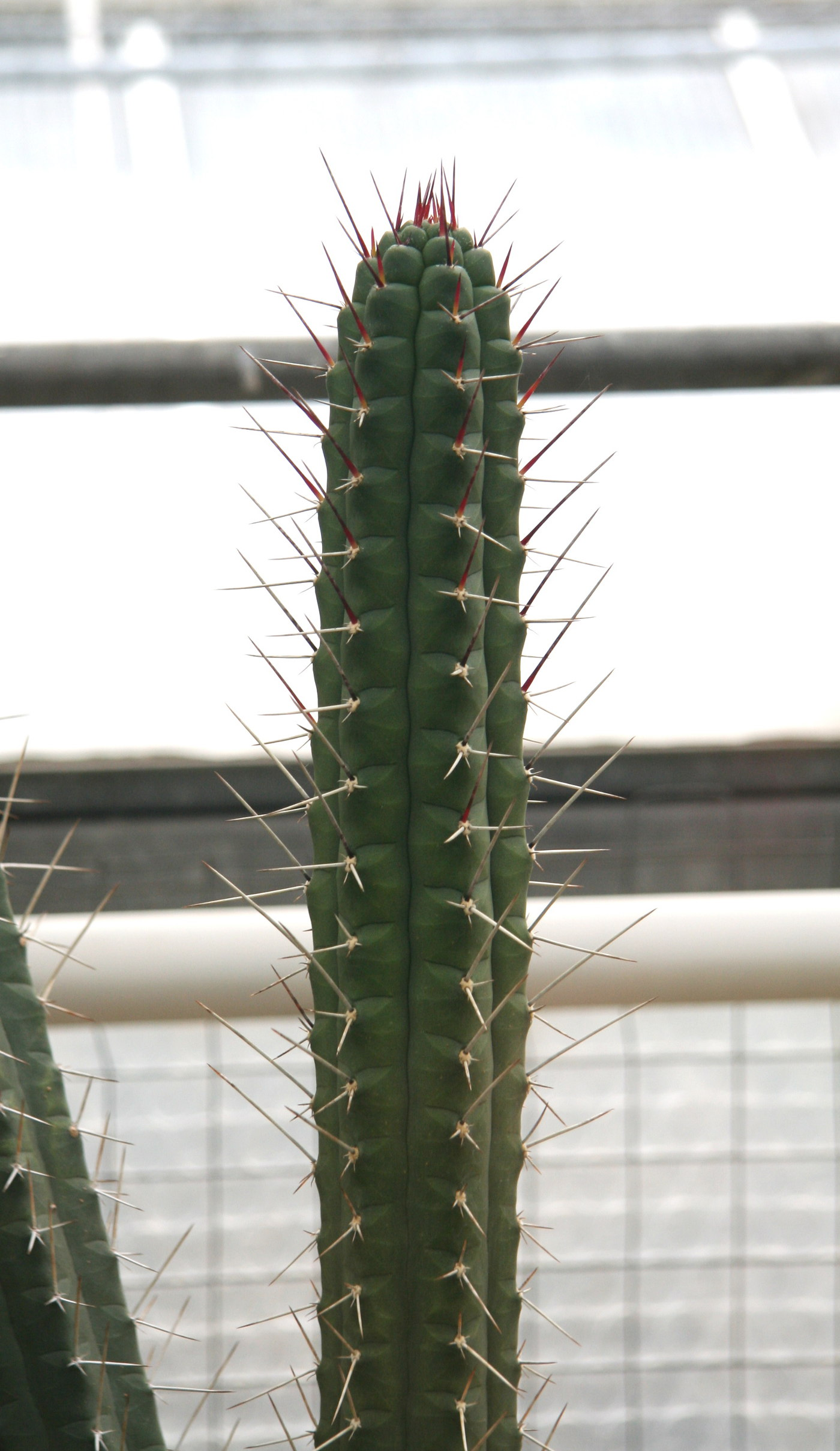